# Gran Premio d'Ungheria 2011
Il Gran Premio d'Ungheria 2011 si è corso domenica 31 luglio 2011 sul circuito dell'Hungaroring, undicesima prova della stagione 2011 del Campionato Mondiale di Formula 1. La gara è stata vinta dal britannico Jenson Button su McLaren-Mercedes, al suo undicesimo successo nel mondiale. Button ha preceduto sul traguardo il tedesco Sebastian Vettel su Red Bull Racing-Renault e lo spagnolo Fernando Alonso su Ferrari.
Questo Gran Premio segna l'ultima gara in F1 per Nick Heidfeld.

## Vigilia

### Sviluppi futuri
La Sauber conferma per il 2012 la coppia di piloti titolari di questa stagione: Kamui Kobayashi e Sergio Pérez. Sempre per il 2012 viene stabilita una sessione di tre giorni di test da effettuarsi dopo le prime gare extraeuropee in calendario.
Gilles Simon abbandona il ruolo del direttore powertrain ed elettronica alla FIA per diventare direttore tecnico della PURE, casa motoristica che ha intenzione di entrare nel mondiale dal 2014.
Bernie Ecclestone propone una variazione del calendario del 2012 che vedrebbe la prima gara spostata dal Bahrein all'Australia, il riposizionamento della gara negli Stati Uniti a novembre e la cancellazione del Gran Premio di Turchia.

### Aspetti tecnici
La Pirelli, da quest'anno, e per tre stagioni, fornitore unico degli pneumatici, annuncia che, per questo gran premio,  fornisce gomme super-morbido e morbido.
La FIA stabilisce di collocare la zona di attivazione del DRS sul rettilineo dei box. Il rilevamento del tempo col pilota che precede verrà preso prima della curva 14.
Vengono svolti alcuni miglioramenti per garantire maggiore sicurezza della pista. Le vie di fuga in ghiaia delle curve 3, 8 e 9 sono state sostituite con dell'asfalto. Nelle curve in questione sono stati montati anche dei nuovi cordoli.
La Williams decide di rimontare sulle proprie vetture il KERS, che nel precedente gran premio era stato tolto.

### Aspetti sportivi
Allan McNish è nominato commissario aggiunto dalla FIA per questo gran premio; aveva già svolto questa funzione nel corso del Gran Premio di Monaco 2011.
Sébastien Buemi viene arretrato di cinque posizioni sulla griglia di partenza per aver causato l'incidente a Nick Heidfeld nel gran premio precedente.
Jarno Trulli, che nel Gran Premio del Nürburgring era stato sostituito alla Lotus-Renault da Karun Chandhok, ritorna pilota titolare.
Anche Nico Hülkenberg ha preso il posto di Adrian Sutil alla Force India-Mercedes nella prima sessione di prove, così come Bruno Senna, che nel 2010 aveva corso da titolare all'HRT, prende il posto di Nick Heidfeld alla Renault.
Jenson Button festeggia il suo duecentesimo Gran Premio di Formula 1 (includendo anche quelli di Monaco 2003 e Stati Uniti d'America 2005).

## Prove

### Resoconto
Nella prima sessione del venerdì il primo pilota a far segnare un giro valido è Nico Hülkenberg. Si verifica un piccolo incendio sulla Ferrari di Fernando Alonso nel giro di installazione. Jenson Button ha fatto segnare il miglior tempo dopo mezz'ora, battuto poi dallo spagnolo.
Dopo tre quarti d'ora dall'inizio è stato il turno di Sebastian Vettel a far segnare il tempo più basso, il primo sotto il muro del minuto e ventiquattro. Nei minuti finali della sessione il suo compagno di scuderia Mark Webber ha compiuto un testacoda e ha fatto sbattere la monoposto contro le barriere.
Nei minuti finali Lewis Hamilton ha segnato il tempo più rapido della sessione, posizionandosi davanti a Vettel e Alonso.
La seconda sessione del venerdì è stata caratterizzata da una leggera pioggia che però non ha influito sulle prestazioni delle vetture. Le scuderie però si sono maggiormente concentrate nell'effettuazione di long run al fine di testare la competitività per la gara. Lewis Hamilton ha fatto segnare il miglior tempo nei primi minuti, poi battuto da Fernando Alonso.
Nella seconda parte delle prove le vetture hanno montato le coperture di tipo super-soft e lo spagnolo ha confermato il miglior tempo, prima di essere battuto da quello di Hamilton.
Nella notte tra venerdì e sabato la Red Bull decide di sfruttare una delle quattro possibilità di effettuare lavori notturni sulla vettura. Da quest'anno infatti il regolamento vieta di svolgere operazioni sulle monoposto nelle ore di riposo notturno, tranne per riparare guasti improvvisi o evitare problemi d'affidabilità, concedendo per tali ragioni quattro deroghe durante la stagione.
Nella sessione del sabato Sebastian Vettel fa segnare il tempo migliore da metà sessione, usando ancora gomme morbide. A dieci minuti dal termine la prima posizione è stata conquistata da Alonso, che monta però gomme super-soft. Poco dopo il tedesco è tornato in vetta, con un tempo di tre decimi migliore dell'iberico. Terzo è Jenson Button.

### Risultati
Nella prima sessione del venerdì si è avuta questa situazione:
| Pos | Nº | Pilota           | Costruttore      | Tempo    | Gap    | Giri |
| --- | -- | ---------------- | ---------------- | -------- | ------ | ---- |
| 1   | 3  | Lewis Hamilton   | McLaren-Mercedes | 1'23"350 |        | 19   |
| 2   | 1  | Sebastian Vettel | RBR-Renault      | 1'23"564 | +0"214 | 24   |
| 3   | 5  | Fernando Alonso  | Ferrari          | 1'23"642 | +0"292 | 29   |

Nella seconda sessione del venerdì si è avuta questa situazione:
| Pos | Nº | Pilota          | Costruttore      | Tempo    | Gap    | Giri |
| --- | -- | --------------- | ---------------- | -------- | ------ | ---- |
| 1   | 3  | Lewis Hamilton  | McLaren-Mercedes | 1'21"018 |        | 29   |
| 2   | 5  | Fernando Alonso | Ferrari          | 1'21"259 | +0"241 | 40   |
| 3   | 4  | Jenson Button   | McLaren-Mercedes | 1'21"322 | +0"304 | 32   |

Nella sessione del sabato mattina si è avuta questa situazione:
| Pos | Nº | Pilota           | Costruttore      | Tempo    | Gap    | Giri |
| --- | -- | ---------------- | ---------------- | -------- | ------ | ---- |
| 1   | 1  | Sebastian Vettel | RBR-Renault      | 1'21"168 |        | 17   |
| 2   | 5  | Fernando Alonso  | Ferrari          | 1'21"469 | +0"301 | 13   |
| 3   | 4  | Jenson Button    | McLaren-Mercedes | 1'21"639 | +0"471 | 14   |

## Qualifiche

### Resoconto
Nella Q1 non vi sono grandi sorprese: vengono eliminate le vetture delle Lotus-Renault, HRT-Cosworth, Virgin-Cosworth e Sébastien Buemi. Il miglior tempo è di Fernando Alonso, davanti a Lewis Hamilton e Sebastian Vettel.
Nella Q2 i piloti migliori iniziano col montare gomme morbide. Il miglior tempo è di Vettel, battuto poi dal compagno di scuderia Mark Webber e poi da Jenson Button, che monta però gomme super-soft. Al termine della fase è ancora Fernando Alonso col miglior tempo. Vengono eliminate le due Renault, le due Williams-Cosworth, Jaime Alguersuari, Kamui Kobayashi e Paul Di Resta.
Nella fase decisiva il primo pilota a far segnare un tempo è Alonso, battuto però subito da Hamilton. Vettel nel suo primo tentativo si inserisce tra i due. I piloti della Mercedes, e Sutil fanno un unico tentativo nei minuti finali, Pérez invece non fa segnare nessun tempo.
Fernando Alonso, nell'ultimo tentativo, non si migliora, mentre Sebastian Vettel strappa la prima posizione a Lewis Hamilton. Sia Button che Massa riescono invece a fare meglio dello spagnolo della Ferrari. Per il tedesco è la 23ª pole, 31ª per la Red Bull, che conquista l'undicesima prima piazza in undici gare di campionato.

### Risultati
Nella sessione di qualifica si è avuta questa situazione:
| Pos                         | Nº | Pilota             | Costruttore          | Q1       | Q2          | Q3          | Griglia |
| --------------------------- | -- | ------------------ | -------------------- | -------- | ----------- | ----------- | ------- |
| 1                           | 1  | Sebastian Vettel   | RBR-Renault          | 1'21"740 | 1'21"095    | 1'19"815    | 1       |
| 2                           | 3  | Lewis Hamilton     | McLaren-Mercedes     | 1'21"636 | 1'21"105    | 1'19"978    | 2       |
| 3                           | 4  | Jenson Button      | McLaren-Mercedes     | 1'22"038 | 1'20"578    | 1'20"024    | 3       |
| 4                           | 6  | Felipe Massa       | Ferrari              | 1'22"130 | 1'21"099    | 1'20"350    | 4       |
| 5                           | 5  | Fernando Alonso    | Ferrari              | 1'21"578 | 1'20"262    | 1'20"365    | 5       |
| 6                           | 2  | Mark Webber        | RBR-Renault          | 1'22"208 | 1'20"890    | 1'20"474    | 6       |
| 7                           | 8  | Nico Rosberg       | Mercedes GP          | 1'22"996 | 1'21"243    | 1'21"098    | 7       |
| 8                           | 14 | Adrian Sutil       | Force India-Mercedes | 1'22"237 | 1'22"000    | 1'21"445    | 8       |
| 9                           | 7  | Michael Schumacher | Mercedes GP          | 1'22"876 | 1'21"852    | 1'21"907    | 9       |
| 10                          | 17 | Sergio Pérez       | Sauber-Ferrari       | 1'23"067 | 1'22"157    | senza tempo | 10      |
| 11                          | 15 | Paul di Resta      | Force India-Mercedes | 1'22"976 | 1'22"256    | N.D.        | 11      |
| 12                          | 10 | Vitalij Petrov     | Renault              | 1'23"070 | 1'22"284    | N.D.        | 12      |
| 13                          | 16 | Kamui Kobayashi    | Sauber-Ferrari       | 1'23"278 | 1'22"435    | N.D.        | 13      |
| 14                          | 9  | Nick Heidfeld      | Renault              | 1'23"024 | 1'22"470    | N.D.        | 14      |
| 15                          | 11 | Rubens Barrichello | Williams-Cosworth    | 1'23"075 | 1'22"684    | N.D.        | 15      |
| 16                          | 19 | Jaime Alguersuari  | STR-Ferrari          | 1'23"285 | 1'22"979    | N.D.        | 16      |
| 17                          | 12 | Pastor Maldonado   | Williams-Cosworth    | 1'23"847 | senza tempo | N.D.        | 17      |
| 18                          | 18 | Sébastien Buemi    | STR-Ferrari          | 1'24"070 | N.D.        | N.D.        | 23      |
| 19                          | 20 | Heikki Kovalainen  | Lotus-Renault        | 1'24"362 | N.D.        | N.D.        | 18      |
| 20                          | 21 | Jarno Trulli       | Lotus-Renault        | 1'24"534 | N.D.        | N.D.        | 19      |
| 21                          | 24 | Timo Glock         | Virgin-Cosworth      | 1'26"294 | N.D.        | N.D.        | 20      |
| 22                          | 23 | Vitantonio Liuzzi  | HRT-Cosworth         | 1'26"323 | N.D.        | N.D.        | 21      |
| 23                          | 22 | Daniel Ricciardo   | HRT-Cosworth         | 1'26"479 | N.D.        | N.D.        | 22      |
| 24                          | 25 | Jérôme d'Ambrosio  | Virgin-Cosworth      | 1'26"510 | N.D.        | N.D.        | 24      |
| Tempo limite 107%: 1'27"288 |    |                    |                      |          |             |             |         |

Con i tempi in grassetto sono visualizzate le migliori prestazioni in Q1, Q2 e Q3.

## Gara

### Resoconto
La gara inizia con pista bagnata e una leggera pioggia. Tutte le vetture partono con gomme intermedie. Parte bene dalla pole Sebastian Vettel che prende la testa della gara, dietro si trovano le due McLaren di Lewis Hamilton e Jenson Button. Partono male le due Ferrari di Fernando Alonso e Felipe Massa che vengono infilate alla prima curva dalle due Mercedes GP di Michael Schumacher e Nico Rosberg. Ancora più indietro Mark Webber, sull'altra Red Bull. Al termine del primo giro Alonso passa Schumacher, e si pone al quinto posto. Le condizioni della pista portano i piloti a un controllo precario della vettura.
Nel secondo giro Alonso passa anche Rosberg, ma, avvicinandosi a Button, esce lungo alla curva 2 durante il quarto giro e viene ripassato da Rosberg. Davanti Hamilton mette pressione a Vettel, che ha difficoltà a tenere in pista la sua monoposto. L'inglese passa a condurre al quinto giro, dopo che il tedesco è andato lungo alla curva 2.
Il giro seguente Fernando Alonso ha una nuova escursione di pista, tanto che viene passato da Felipe Massa. Poche curve dopo lo spagnolo riprende la sua posizione. Al giro 8 è Massa autore di un'uscita alla solita curva 2. Il brasiliano riesce a ripartire ma danneggia l'alettone posteriore. Contemporaneamente Fernando Alonso riprende il quarto posto passando nuovamente Nico Rosberg. La classifica vede in testa Hamilton, davanti a Vettel, Button, Alonso, Rosberg, Massa, Webber, Schumacher e di Resta.
Al decimo giro il primo dei piloti di testa, Mark Webber, va al pit stop e monta gomme da asciutto. Il giro dopo è il turno di Button, mentre al tredicesimo giro tocca a Hamilton, Vettel e Alonso. Chi si è fermato prima è più in palla e al giro 14 Button passa Vettel sempre alla curva 2 mentre Webber fa altrettanto con Alonso. Dopo la girandola dei cambi gomme l’ordine è quindi Hamilton con 7” di vantaggio sul compagno, seguono le RedBull, Alonso, Rosberg, di Resta, Schumacher e Massa.
Al 24º giro Nick Heidfeld della Renault cambia le gomme: all'uscita dalla corsia dei box un dado resta infilato sotto la sua monoposto. Ciò provoca un attrito che induce un incendio. Il pilota parcheggia la vettura in fiamme poco fuori dai box e salta fuori dall'abitacolo per evitare conseguenze fisiche. La vettura verrà riportata verso i vicini box dagli steward, provocando anche dei rischi, per le vetture in transito nella corsia di rientro.
Il giro dopo vanno al cambio gomme Fernando Alonso, Mark Webber e Felipe Massa, seguiti un giro dopo da Hamilton e al giro 28 da Vettel. Le posizioni restano invariate (con Hamilton primo, seguito da Button e Vettel) se non per Kamui Kobayashi che si ritrova sesto avendo fatto una sola sosta. Il giapponese verrà passato da Massa al giro 33.
Al 36º giro Fernando Alonso anticipa il cambio gomme trovandosi bloccato alle spalle di Webber. Lo spagnolo monta coperture super-soft. Tre giri dopo è il turno dell'australiano che però monta gomme soft, nel tentativo di non fermarsi più, fino al termine della gara. Al 40º giro va al cambio gomme Lewis Hamilton, che monta super-soft, mentre nei giri successivi sia Sebastian Vettel che Button optano per le soft. Alonso è ora terzo, prima di essere passato da Vettel al giro 45.
Attorno al 47º giro la pioggia fa la sua ricomparsa sul circuito; Lewis Hamilton è autore di un testacoda che consente a Button di passarlo. Alla fine del giro Alonso monta gomme soft. Si accende intanto la battaglia tra i due della McLaren: prima Button va largo alla curva 2, consentendo il sorpasso di Hamilton; il giro dopo Button passa nuovamente Hamilton alla curva 1 ma sbaglia ancora alla curva seguente e viene ripassato da Hamilton.
Alla fine del giro, il 52º, Hamilton va ai box e monta gomme intermedie, come aveva fatto Webber, due giri prima. La pioggia però cessa e Alonso passa Hamilton, che è costretto a rimontare gomme da asciutto. Poco dopo l'inglese sarà anche penalizzato con un drive through, per la manovra effettuata nel momento del suo testacoda. Al giro 58 Webber e Hamilton passano Massa che si ferma per l’ultimo stop. Cinque giri dopo Lewis passa anche Webber, sfruttando una concitata fase di doppiaggio.
Vince così Jenson Button in quello che è il suo 200º gran premio e la 173ª vittoria della McLaren. Dietro ci sono Sebastian Vettel, Fernando Alonso e Lewis Hamilton, quattro campioni del mondo nelle prime quattro posizioni.

### Risultati
I risultati del gran premio sono i seguenti:
| Pos | Nº | Pilota             | Costruttore          | Giri | Tempo/Ritiro    | Griglia | Punti |
| --- | -- | ------------------ | -------------------- | ---- | --------------- | ------- | ----- |
| 1   | 4  | Jenson Button      | McLaren-Mercedes     | 70   | 1h46'42"337     | 3       | 25    |
| 2   | 1  | Sebastian Vettel   | RBR-Renault          | 70   | +3"588          | 1       | 18    |
| 3   | 5  | Fernando Alonso    | Ferrari              | 70   | +19"819         | 5       | 15    |
| 4   | 3  | Lewis Hamilton     | McLaren-Mercedes     | 70   | +48"338         | 2       | 12    |
| 5   | 2  | Mark Webber        | RBR-Renault          | 70   | +49"742         | 6       | 10    |
| 6   | 6  | Felipe Massa       | Ferrari              | 70   | +1'23"176       | 4       | 8     |
| 7   | 15 | Paul di Resta      | Force India-Mercedes | 69   | +1 giro         | 11      | 6     |
| 8   | 18 | Sébastien Buemi    | STR-Ferrari          | 69   | +1 giro         | 23      | 4     |
| 9   | 8  | Nico Rosberg       | Mercedes GP          | 69   | +1 giro         | 7       | 2     |
| 10  | 19 | Jaime Alguersuari  | STR-Ferrari          | 69   | +1 giro         | 16      | 1     |
| 11  | 16 | Kamui Kobayashi    | Sauber-Ferrari       | 69   | +1 giro         | 13      |       |
| 12  | 10 | Vitalij Petrov     | Renault              | 69   | +1 giro         | 12      |       |
| 13  | 11 | Rubens Barrichello | Williams-Cosworth    | 68   | +2 giri         | 15      |       |
| 14  | 14 | Adrian Sutil       | Force India-Mercedes | 68   | +2 giri         | 8       |       |
| 15  | 17 | Sergio Pérez       | Sauber-Ferrari       | 68   | +2 giri         | 10      |       |
| 16  | 12 | Pastor Maldonado   | Williams-Cosworth    | 68   | +2 giri         | 17      |       |
| 17  | 24 | Timo Glock         | Virgin-Cosworth      | 66   | +4 giri         | 20      |       |
| 18  | 22 | Daniel Ricciardo   | HRT-Cosworth         | 66   | +4 giri         | 22      |       |
| 19  | 25 | Jérôme d'Ambrosio  | Virgin-Cosworth      | 65   | +5 giri         | 24      |       |
| 20  | 23 | Vitantonio Liuzzi  | HRT-Cosworth         | 65   | +5 giri         | 21      |       |
| Rit | 20 | Heikki Kovalainen  | Lotus-Renault        | 55   | Perdita d'acqua | 18      |       |
| Rit | 7  | Michael Schumacher | Mercedes GP          | 26   | Cambio          | 9       |       |
| Rit | 9  | Nick Heidfeld      | Renault              | 23   | Incendio        | 14      |       |
| Rit | 21 | Jarno Trulli       | Lotus-Renault        | 17   | Perdita d'acqua | 19      |       |

## Classifiche Mondiali

### Piloti
| Pos | Pilota             | Punti |
| --- | ------------------ | ----- |
| 1   | Sebastian Vettel   | 234   |
| 2   | Mark Webber        | 149   |
| 3   | Lewis Hamilton     | 146   |
| 4   | Fernando Alonso    | 145   |
| 5   | Jenson Button      | 134   |
| 6   | Felipe Massa       | 70    |
| 7   | Nico Rosberg       | 48    |
| 8   | Nick Heidfeld      | 34    |
| 9   | Vitalij Petrov     | 32    |
| 10  | Michael Schumacher | 32    |
| 11  | Kamui Kobayashi    | 27    |
| 12  | Adrian Sutil       | 18    |
| 13  | Sébastien Buemi    | 12    |
| 14  | Jaime Alguersuari  | 10    |
| 15  | Sergio Pérez       | 8     |
| 16  | Paul di Resta      | 8     |
| 17  | Rubens Barrichello | 4     |

### Costruttori
| Pos | Team                 | Punti |
| --- | -------------------- | ----- |
| 1   | RBR-Renault          | 383   |
| 2   | McLaren-Mercedes     | 280   |
| 3   | Ferrari              | 215   |
| 4   | Mercedes GP          | 80    |
| 5   | Renault              | 66    |
| 6   | Sauber-Ferrari       | 35    |
| 7   | Force India-Mercedes | 26    |
| 8   | STR-Ferrari          | 22    |
| 9   | Williams-Cosworth    | 4     |